# 玖島城

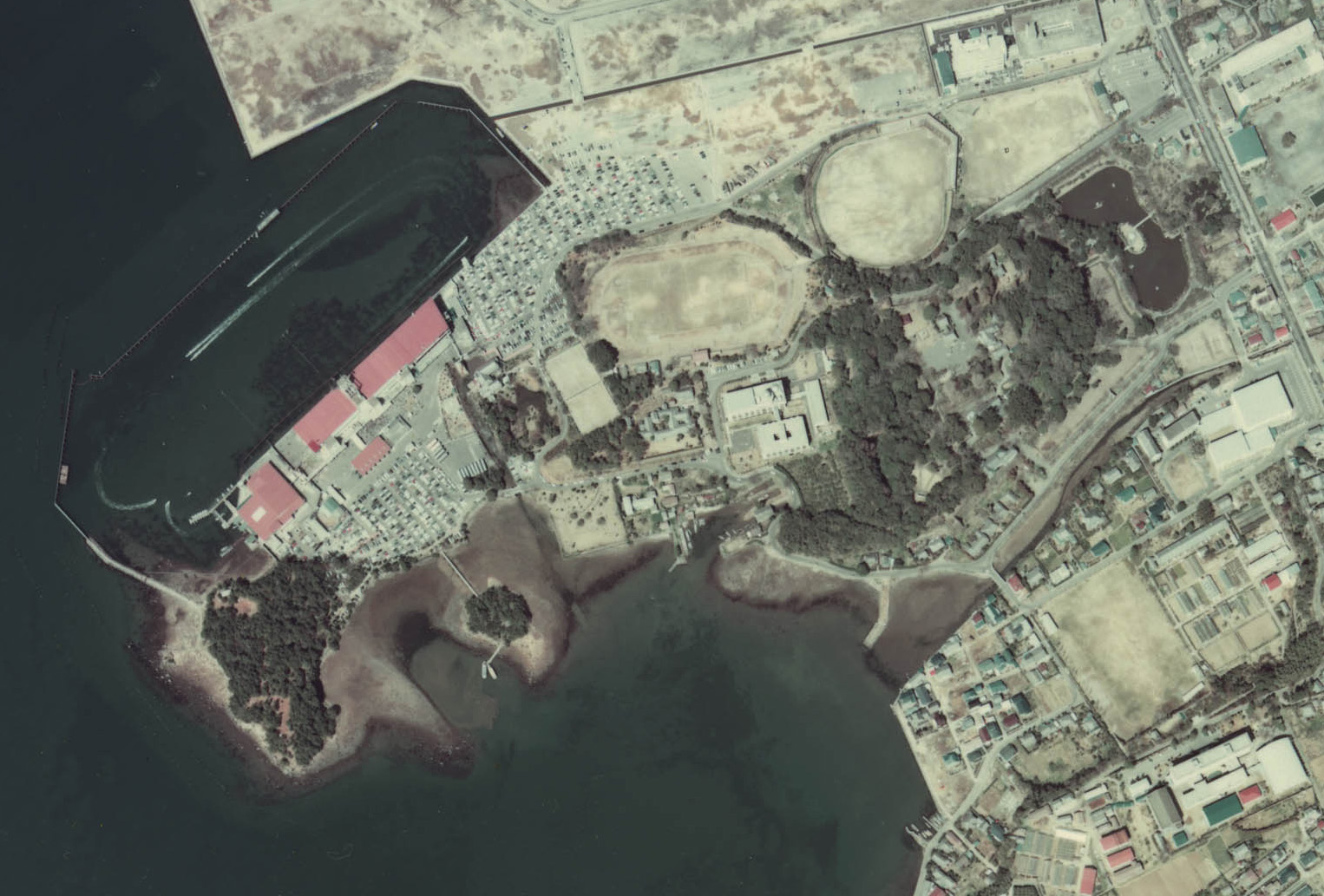
玖岛城航空照片
（1974年拍摄・国土航空照片）

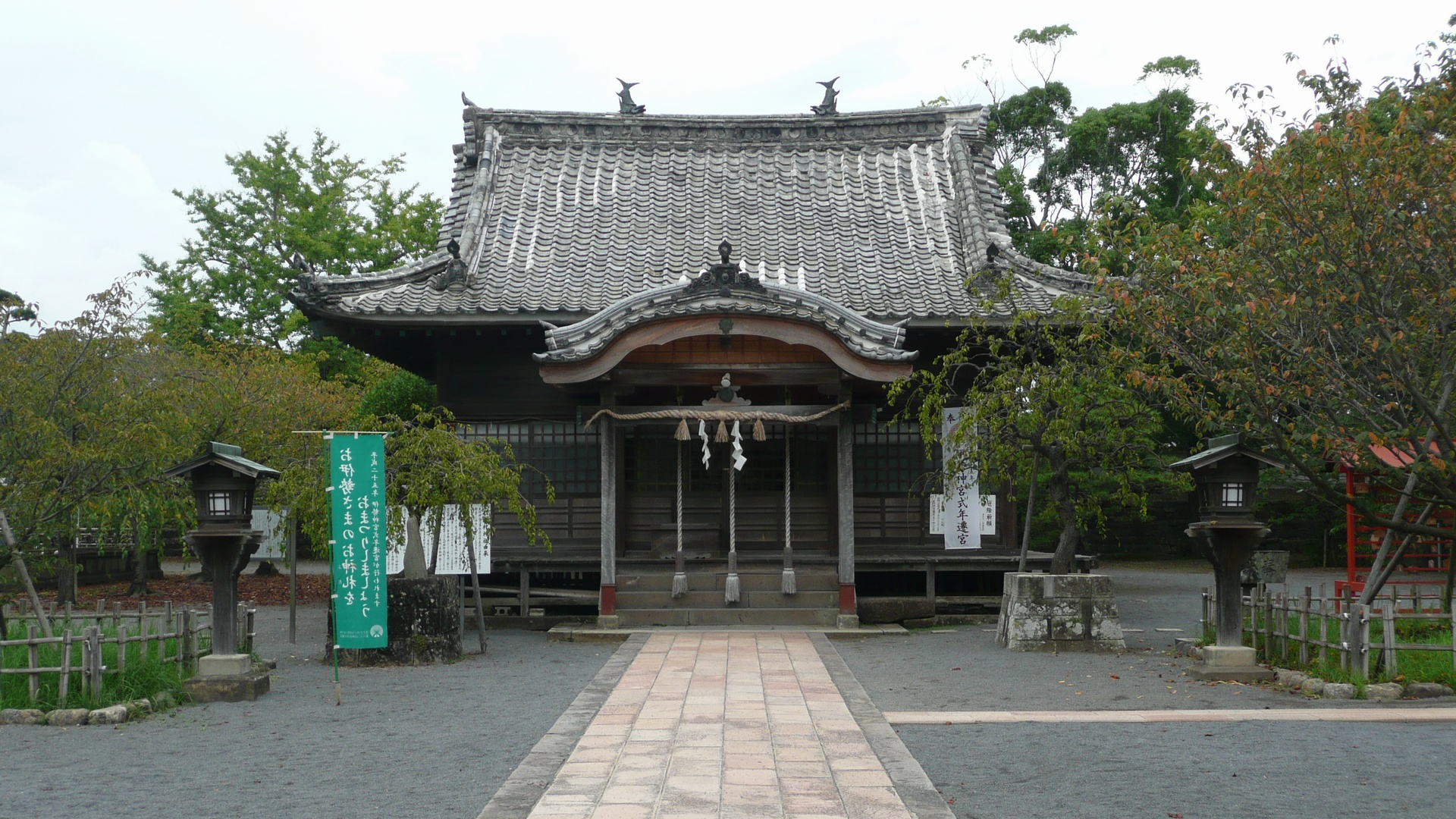
大村神社社殿

玖岛城是日式的城堡，坐落于长崎县大村市玖岛。

## 概要
城堡是建在大村湾突出的半岛上的平山城，没有建造天守。现在成为了大村公园，自然保护植物大村樱花和菖蒲应季开花。
现存的石垣是在1992年（平成4年）重建的板敷橹。
本丸的遗迹在大村神社院内，有筑城者大村喜前的遗德碑和末代藩主大村纯熙的画像。

## 变迁
以藤原纯友为祖先的大村氏自镰仓时代开始就是这个地方的地头（日本官名），而拥有了大村地方。
1587年（天正15年），当时的领主大村喜前（嘉前）在丰臣秀吉征讨九州时加入了秀吉一方而确认了对领地的所有权。喜前是天主教诸侯,不过，迫于秀吉的压力而改变了信仰。1598年（庆长3年）秀吉死后，为了防备政局不稳开始着手建造玖岛城。次年1599年（庆长4年），把居城从三城城迁移了过来。
江户幕府开始后也拥有领地，作为大村藩（2万7000石）而继续存在直到明治维新为止。城完成了作为藩厅的作用。从1614年（庆长19年）开始，由于纯赖的要求，进行扩建改造，这时候，从加藤清正这里接受了设计指导。由于接受了清正的指导，可以看到美丽的扇子和倾斜的石垣。
明治维新后，1871年（明治4年）被废城，建筑物被破坏。1884年（明治17年），在本丸的遗址上建立起祭祀大村氏历代祖先的大村神社。
在1992年(平成4年)时重建了板敷橹。

## 文化遗产
- 旧梶山御殿 - 作为第10代藩主大村纯昌的别邸而建。现在成为了大村市所有的“大村市教育馆”作为教育设施被使用。
- 船坞痕迹 - 容纳藩主使用的御座船等的藩所有的船。长崎县级历史遗迹。